# Furglaine
A Furglaine foi uma van fabricada pela Carrocerias Furglass (empresa fabricante de furgões isotérmicos), situada em Guarulhos, São Paulo. A empresa foi fundada cinco anos antes com participação da família Massa, principal acionista da Caio.

## Trajetória
Em 1980, a Furglass, em parceria com a montadora Ford e a concessionária Sonnervig, conceberam o projeto de um utilitário integral fechado. O Furglaine tinha como base o modelo americano Ford Econoline, muito similar. Usava os chassis e a mecânica das picapes F-100 e F-1000. Tinha carroceria em monobloco de aço revestido em plástico e fibra de vidro, com duas portas na frente e duas portas na traseira para acesso ao compartimento de carga. O modelo teve boa aceitação no mercado, devido à falta de modelos similares.
Em março do ano seguinte, foram lançadas outras versões do furgão, como ambulância (com espaço para até quatro macas), escolar (18 lugares) e “seletivo” (para 13 passageiros). Também passou a ser opcionalmente usado o chassi da F-2000, deixando o veículo 76 cm mais longo e com capacidade de carga aumentada para 2,2 t ou 9,5 m³, na versão furgão, e até 23 passageiros, na van; na época, o furgão longo foi dotado de mais uma porta, na lateral direita. 
Em 1983, foi a versão para passageiros que ganhou outra porta (também à direita), sendo esta opcional, além de três fileiras de bancos (2+2+3 lugares) e itens de conforto como ar-condicionado, revestimento de couro e luxuoso acabamento.
Em 1987, cerca de 2.500 veículos já haviam sido vendidos e o ritmo de produção subiu para 40 unidades/mês. Nesse meio tempo, porém, a Furglass se viu obrigada a fazer uma reestilização profunda nos seus modelos Furglaine devido a concorrentes lançarem modelos mais modernos e com design avançado. Com isso, os carros receberam a grade com quatro faróis retangulares das novas picapes Ford, para-choques de fibra de vidro (os dianteiros integrando as luzes de sinalização), janelas laterais panorâmicas e a van com primeira porta corrediça do país. A carroceria com linhas mais arredondadas e desenho totalmente novo só seria mostrada no final de 1988, no XV Salão do Automóvel.
Em maio de 1990, dois meses depois de decretado o Plano Collor, que imobilizou a economia do país, os negócios da Furglaine foram comprados por um empresário alagoano, dono de revendas Ford em Pernambuco e no Rio de Janeiro (menos de meio ano depois, adquiriu o controle da transformadora Souza Ramos, também ligada à Ford). 
Devido a coincidência dos modelos da SR e da Furglaine, os novos donos valorizaram a versão furgão da SR e as vans e cabines duplas da Furglaine. Com a abertura do mercado para os veículos estrangeiros e a concorrência dos modelos coreanos (sobretudo Kia, Asia Motors e Hyundai) que acabavam de chegar, a produção foi descontinuada e a empresa fechou em 1994.